# Vilovi
Vilovi (cyr. Вилови) – wieś w Serbii, w okręgu zlatiborskim, w gminie Nova Varoš. W 2011 roku liczyła 349 mieszkańców.